# 超星网

标志

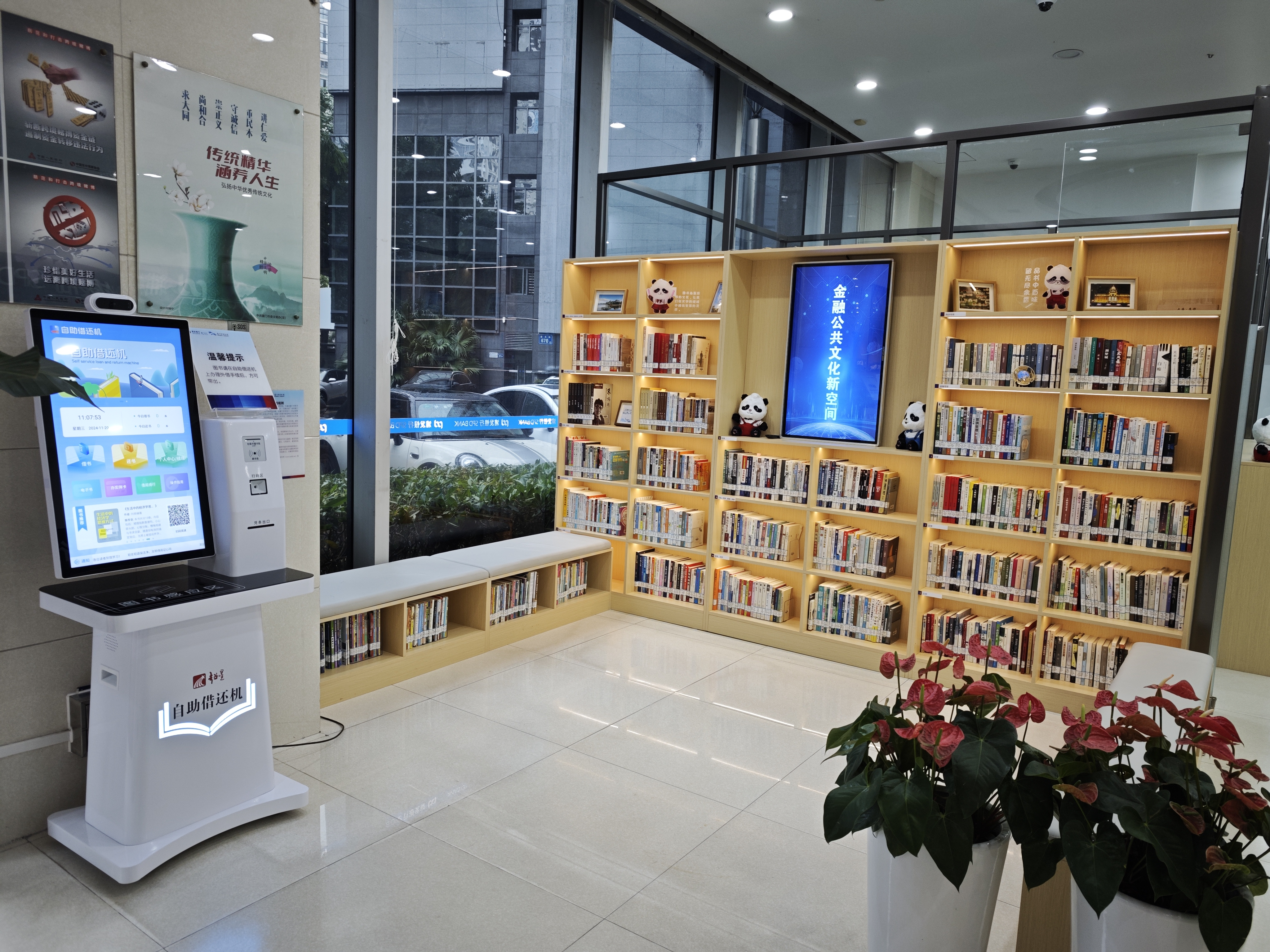
使用了超星服务（左侧）的银行图书馆

超星网，曾名超星数字图书馆、超星数字图书网，是一个總部位于北京的互联网上的數位圖書館。超星網的運營方世纪超星成立於1993年。超星網的电子图书号称有数十万册，阅览其大部分图书需要支付费用，并且需要使用超星阅览器软件来阅读。其上的书籍的版权大部分都获得了作者的授权，但是在2007年该网站因授权问题遭到起诉。此外超星網還推出在線課程學習平台學習通以及讀秀學術搜索。

## 规模
按照一些中國大陸的大學宣称，其为全世界最大的中文电子图书网站，其数据库涵盖了1949年后中国大陆所有出版书籍的85%以上。

## 争议
2022年6月，超星学习通被爆出疑似发生用户数据泄露。21日，学习通回应称未发现明确的用户信息泄露证据，并已向公安机关报案。一些单位下达了对此事件的警示。